# Heidi Mooreová
Heidi Starlyn Mooreová (roz. Seiboldová) (* 11. září 1975 Santa Monica) je bývalá americká zápasnice – judistka.

## Sportovní kariéra
S judem začínala v 11 letech v rodné Santa Monice. Po skončení studií na univerzitě Reed College v Portlandu se přesunula do Denveru, kde se seznámila sve svým budoucím manželem, paraolympijským vítězem z roku 2000 Scottem Moorem. V roce 2002 se za Mooreho provdala a koncem roku 2003 se jí narodil syn Jordan. V červnu 2004 zkusila štěstí v americké olympijské kvalifikaci na olympijské hry v Athénách v těžké váze nad 78 kg a vyhrála. Na neštěstí pro ní však Spojené státy neměli v této váze vybojovanou účastnickou kvótu. Podobná situace se opakovala v roce 2008. V červnu vyhrála americkou olympijskou kvalifikaci, ale Spojené státy neměli v její těžké váze vybojovanou účastnickou kvótu. Sportovní kariéru ukončila v roce 2009. S manželem se věnuje v denverském klubu trenérské práci.

## Výsledky
| Turnaj                  | 2005       | 2006       | 2007       | 2008       |
| Turnaj                  | 30         | 31         | 32         | 33         |
| Turnaj                  | těžká váha | těžká váha | těžká váha | těžká váha |
| ----------------------- | ---------- | ---------- | ---------- | ---------- |
| Olympijské hry          |            |            |            | —          |
| Mistrovství světa       | úč.        |            | —          |            |
| Panamerické hry         |            |            | —          |            |
| Panamerické mistrovství | 7.         | —          | —          | úč.        |